# Universitat de Biskra
La Universitat de Mohamed Khider Biskra (àrab: جامعة محمد خيضر بسكرة, Jāmiʿat Muḥammad Ḫīḍr Biskra), acrònim UMKB, o simplement Universitat de Biskra, és una de les 106 institucions d'educació superior d'Algèria, situada a la ciutat de Biskra.
Fundada el 1983, és una institució pública d'educació superior sense ànim de lucre situada a l'entorn urbà de la ciutat mitjana de Biskra. Acreditada i/o reconeguda oficialment pel Ministeri d'Educació Superior i Investigació Científica, la UMKB és una institució d'educació superior mixta molt gran (interval de matrícula uniRank: 30.000-34.999 estudiants), que ofereix cursos. i programes que condueixen a títols d'educació superior reconeguts oficialment, com ara graus, màsters, doctorats en diverses àrees d'estudi.
La universitat té els seus orígens en tres instituts nacionals que eren administrativament, pedagògicament i financerament autònomes: Institut Nacional d'Hidràulica, Institut Nacional d'Arquitectura i Institut Nacional d'Electrotècnia. Aquests tres instituts es van convertir en un centre universitari el 1992, el centre universitari es va convertir en la Universitat Mohamed Khider de Biskra el 1998. Actualment la universitat té sis facultats.